# Баффало (Іллінойс)
Баффало (англ. Buffalo) — селище (англ. village) в США, в окрузі Сенґамон штату Іллінойс. Населення — 447 осіб (2020).

## Географія
Баффало розташоване за координатами 39°51′0″ пн. ш. 89°24′32″ зх. д. / 39.85000° пн. ш. 89.40889° зх. д. (39.849883, -89.408941).  За даними Бюро перепису населення США в 2010 році селище мало площу 0,95 км², уся площа — суходіл.

## Демографія
Згідно з переписом 2010 року, у селищі мешкали 503 особи в 209 домогосподарствах у складі 140 родин. Густота населення становила 531 особа/км².  Було 219 помешкань (231/км²).
Расовий склад населення:
| - 98,2 % — білих - 0,4 % — чорних або афроамериканців - 0,2 % — корінних американців - 0,2 % — азіатів |

До двох чи більше рас належало 0,8 %. Частка іспаномовних становила 1,0 % від усіх жителів.
За віковим діапазоном населення розподілялося таким чином: 24,1 % — особи молодші 18 років, 61,6 % — особи у віці 18—64 років, 14,3 % — особи у віці 65 років та старші. Медіана віку мешканця становила 42,2 року. На 100 осіб жіночої статі у селищі припадало 95,7 чоловіків;  на 100 жінок у віці від 18 років та старших — 92,9 чоловіків також старших 18 років.
Середній дохід на одне домашнє господарство  становив 51 489 доларів США (медіана — 39 000), а середній дохід на одну сім'ю — 63 683 долари (медіана — 51 964). За межею бідності перебувало 18,5 % осіб, у тому числі 18,6 % дітей у віці до 18 років та 10,7 % осіб у віці 65 років та старших.
Цивільне працевлаштоване населення становило 271 осіб. Основні галузі зайнятості: освіта, охорона здоров'я та соціальна допомога — 21,0 %, транспорт — 13,3 %, фінанси, страхування та нерухомість — 11,4 %, публічна адміністрація — 11,1 %.